# Delirio d'amore (film 1977)
Delirio d'amore è un film del 1977 diretto da Tonino Ricci.

## Trama
Nonostante la disapprovazione di sua madre Bianca, Marina decide di sposarsi con Giulio che dopo le nozze cambia stile di vita diventando ingegnere nell'azienda di famiglia venendo però spesso provocato dal cognato Alberto con cui ha un rapporto ostile. Quando Bianca ha un malore durante un litigio con Alberto a causa del suo stile di vita dissoluto, Marina e Giulio vanno su richiesta della madre a cercare il fratello, nel frattempo resosi irreperibile. Dopo aver trovato Alberto in un night, Giulio incontra casualmente la sua amica Isabel, che aveva frequentato in passato, con cui decide di tornare ad incontrarsi sino a tradire la moglie. Marina scopre il tradimento del marito grazie a delle foto mostrate da Bianca: la figlia non crede però alla madre decidendo in prima battuta di non affrontare l'argomento con il marito.
Successivamente però i due litigano, ma Marina ripensando ai consigli datigli in precedenza da don Luigi sceglie di perdonare il marito. Giulio scopre in seguito da Aldo, zio di Marina, che la moglie ha tenuto nascosto al marito il fatto che Isabel fosse stata pagata da Bianca e Alberto per mettere in crisi il loro matrimonio. Giulio decide quindi di recarsi a casa di Isabel, dove vi è anche  Alberto, per avere dei chiarimenti sul suo comportamento: la donna gli rivela di averlo fatto perché in passato era attratta da lui. Durante la conversazione l'arrivo di Alberto sfocia in una rissa tra i due. Dopo la colluttazione, Giulio e Marina si riappacificano definitivamente di fronte alla madre.